# Ходулочник
Ходу́лочник (лат. Himantopus himantopus) — вид птиц семейства шилоклювковых (Recurvirostridae). Занесён в Красную Книгу России.

## Описание
У ходулочника очень длинные, красного цвета ноги и чёрный, тонкий, прямой и длинный клюв. На ногах ходулочника по три пальца, между двумя из них — небольшая перепонка.  Длина туловища достигает от 33 до 36 сантиметров, из которых 6 сантиметров приходится на клюв. Голова, затылок, низ и надхвостье белые, спина и крылья с обеих сторон чёрные. Спина и плечи взрослых самцов имеют зелёный, а у самок бурый отлив. Крик ходулочника «кйюк — кйюк», при опасности громкое «крит — крит».

## Местообитание
Ходулочник обитает на открытых водоёмах с пресной, солоноватой или солёной водой в лагунах, солеварнях и степях. Его длинные лапы позволяют искать корм в глубоководных местах. Встречается в основном на юге Центральной Европы, в Предкавказье, на Каспийском и Чёрном морях, на юге Саратовской и Оренбургской областей, в Турции, а также в южных регионах Сибири, Алтая и Даурии. Ходулочник — перелётная птица, зимует в Африке, на Ближнем Востоке и в странах Азии.

## Размножение

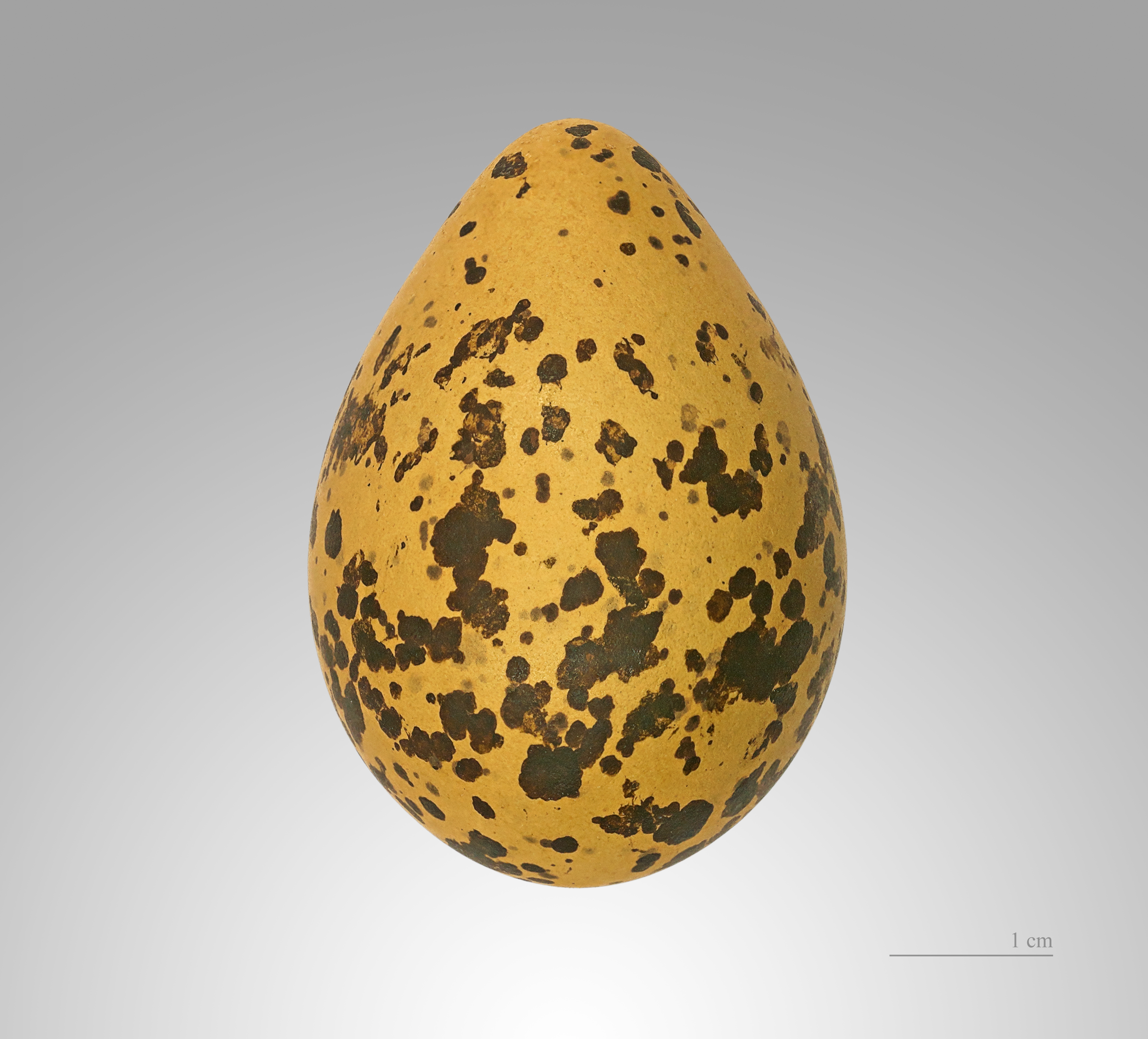
Яйцо

Гнездо ходулочника состоит из сложенных сучков или травинок, высотой 6 см. Чаша гнезда выложена более мягким материалом. В кладке обычно 4 яйца, цвет от оливково-зелёного до пепельно-серого, скорлупа покрыта мелкими красновато-коричневыми крапинками, длина яйца примерно 44 мм. Яйца лежат острым концом вниз в середину гнезда. Время выведения потомства у ходулочников с середины мая по середину июня, длительность высиживания птенцов составляет ~ 25 — 26 дней. Птенцы становятся самостоятельными в месячном возрасте.

## Питание
Питаются преимущественно мелкими насекомыми и их личинками.